# Georg Steinhauser
Georg Steinhauser (Lindenberg im Allgäu, 21 de octubre de 2001) es un ciclista profesional alemán que compite con el equipo EF Education-EasyPost.

## Biografía
Georg tiene un gran contacto con el mundo del ciclismo. Su padre Tobias fue ciclista profesional entre 1996 y 2005 con los colores de Mapei Quick-Step y de T-Mobile. Sa tía Sarah a fue la esposa de Jan Ullrich, vencedor del Tour de Francia 1997, entre 2006 y 2017.
En 2022 se incorporó, a los 20 años, al UCI World Tour de la mano equipo americano de EF Education-EasyPost.

## Palmarés
2021
- 1 etapa del Giro del Valle de Aosta

2024
- 1 etapa del Giro de Italia

## Resultados en Grandes Vueltas y Campeonatos del Mundo
| Carrera         | Carrera         | 2020 | 2021 | 2022 | 2023 | 2024 | 2025 |
| --------------- | --------------- | ---- | ---- | ---- | ---- | ---- | ---- |
|                 | Giro de Italia  | —    | —    | —    | —    | 33.º | 74.º |
|                 | Tour de Francia | —    | —    | —    | —    | —    | —    |
|                 | Vuelta a España | —    | —    | —    | —    | —    | —    |
| Mundial en Ruta | Mundial en Ruta | —    | —    | —    | —    | 50.º | —    |

—: no participa

Ab.: abandono

## Equipos
- Tirol KTM Cycling Team (2020-2021)
- EF Education-EasyPost (2022-)